# Konfluenzpunkt

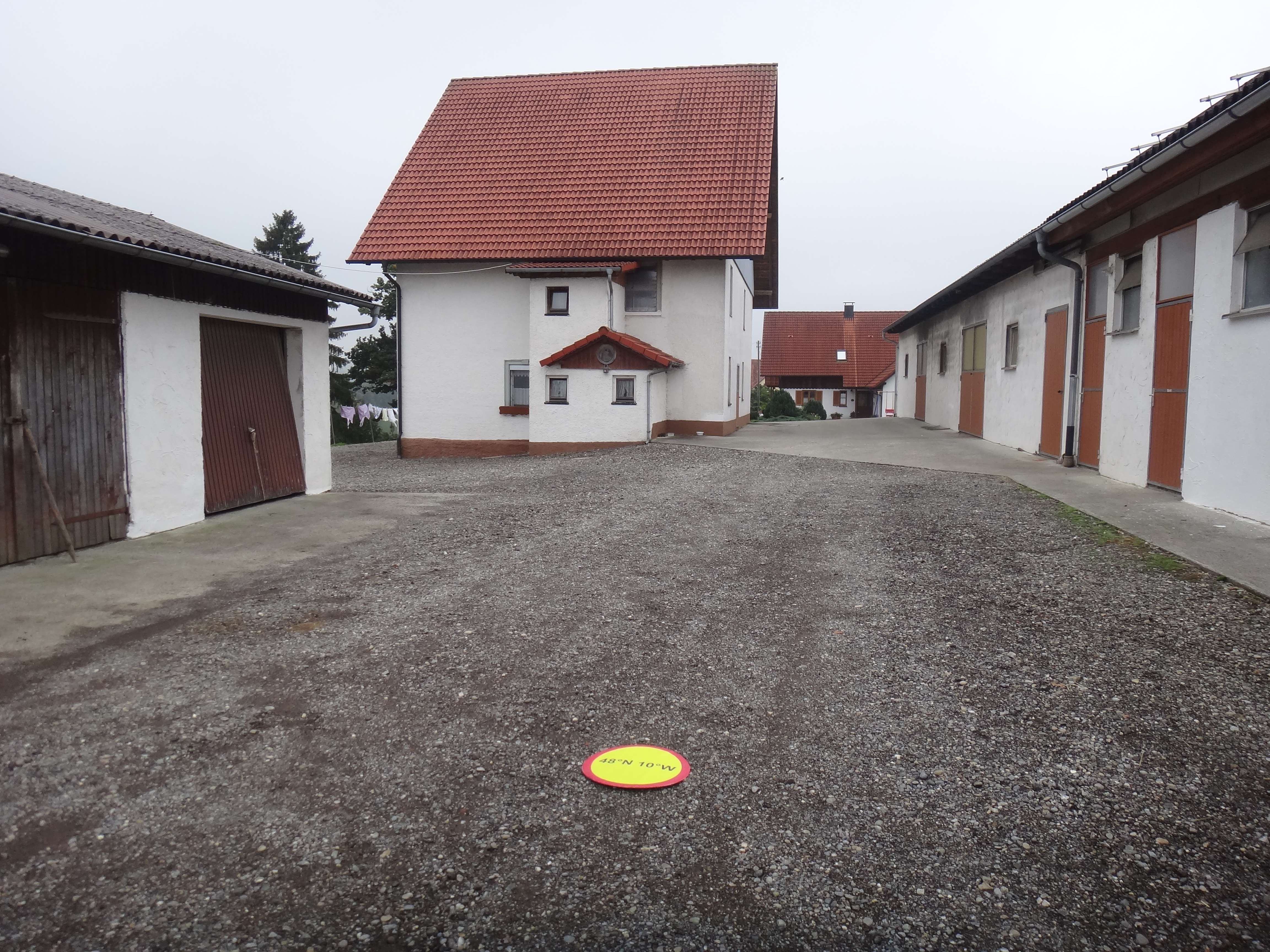
Der Konfluenzpunkt in Rot an der Rot-Berg: 48°N 10°O, August 2012

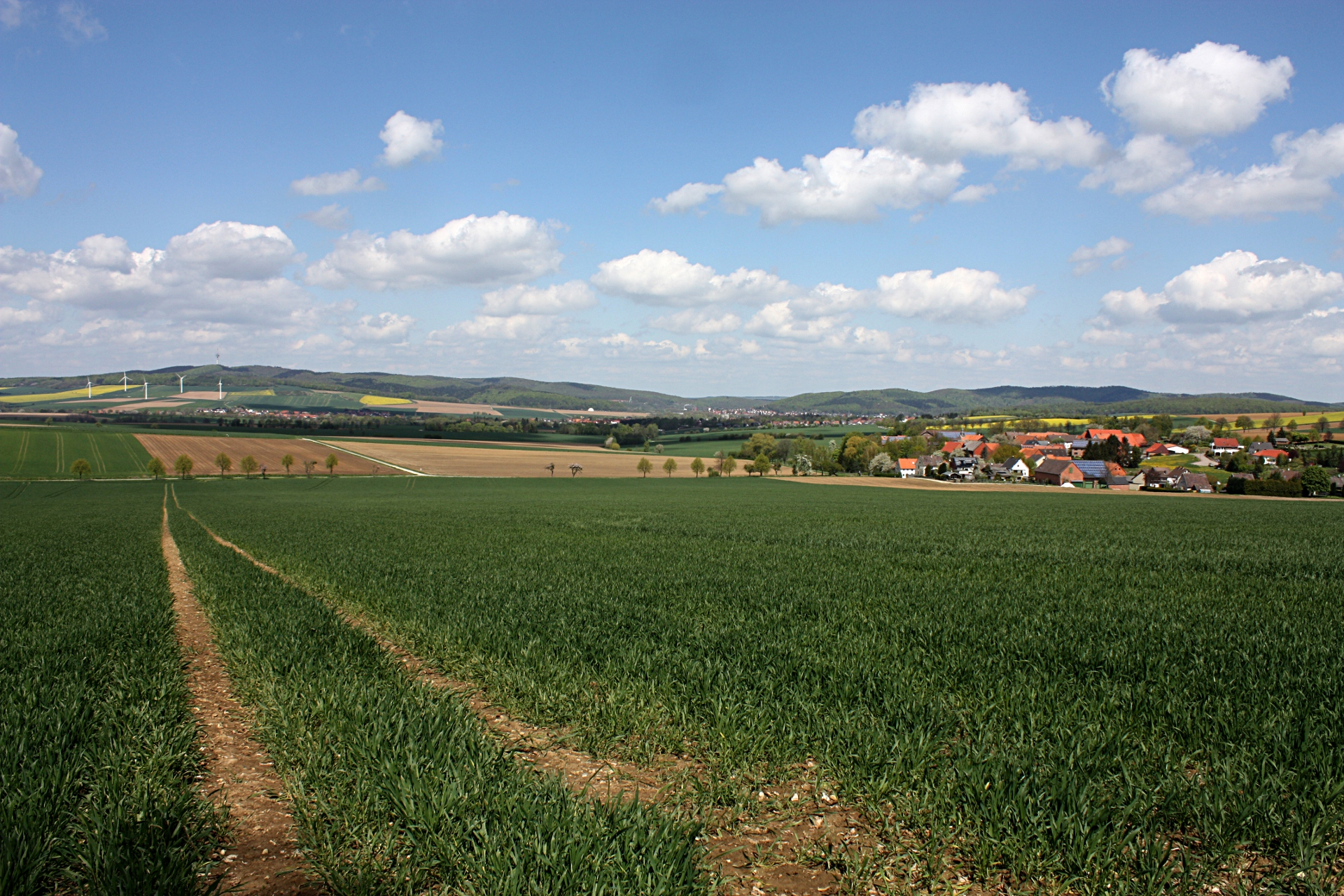
Der Konfluenzpunkt nahe Evensen: 52°N 10°O, Mai 2015

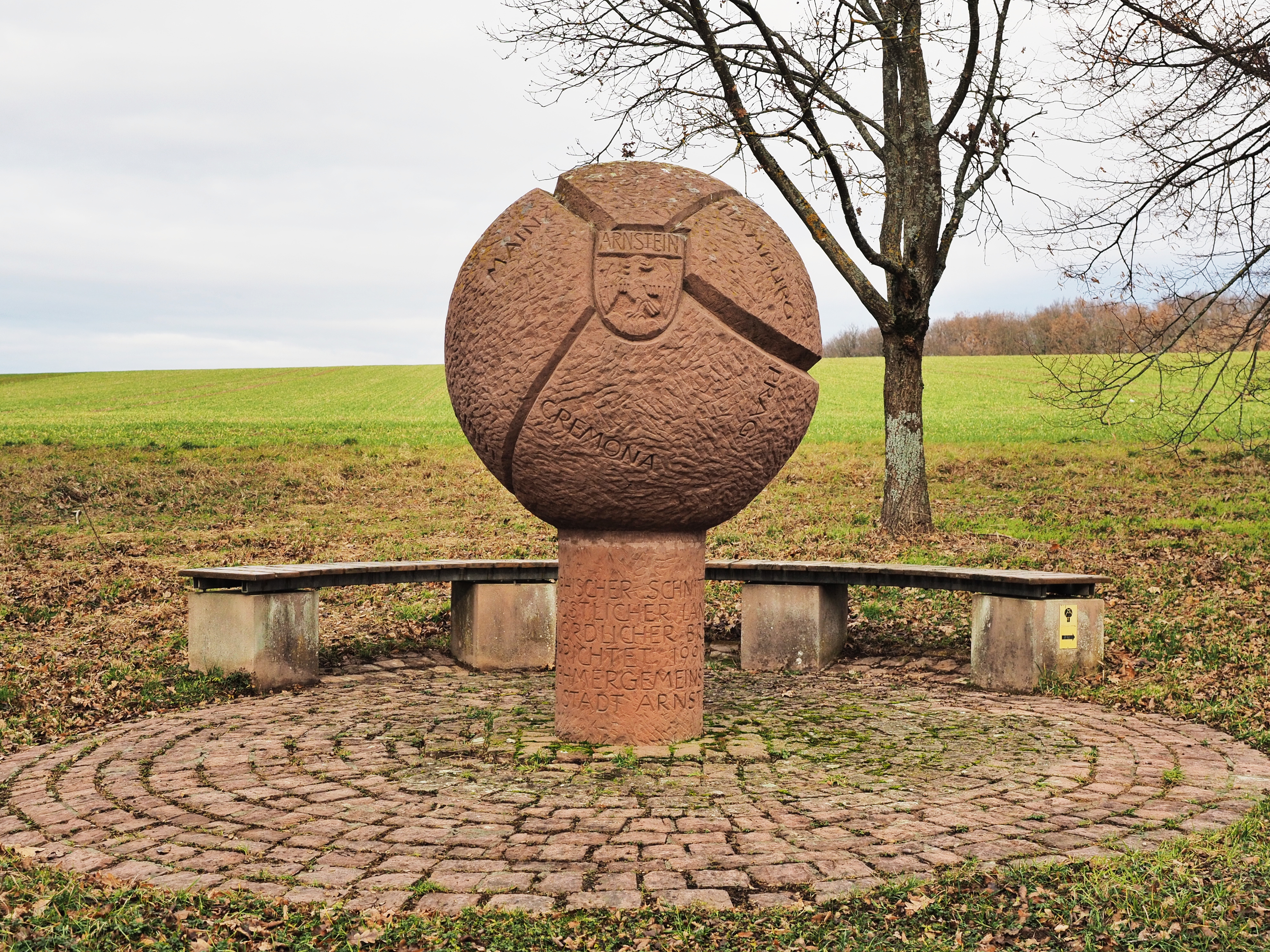
Das Arnsteiner Meridiandenkmal in der Nähe des Konfluenzpunktes 50°N, 10°O

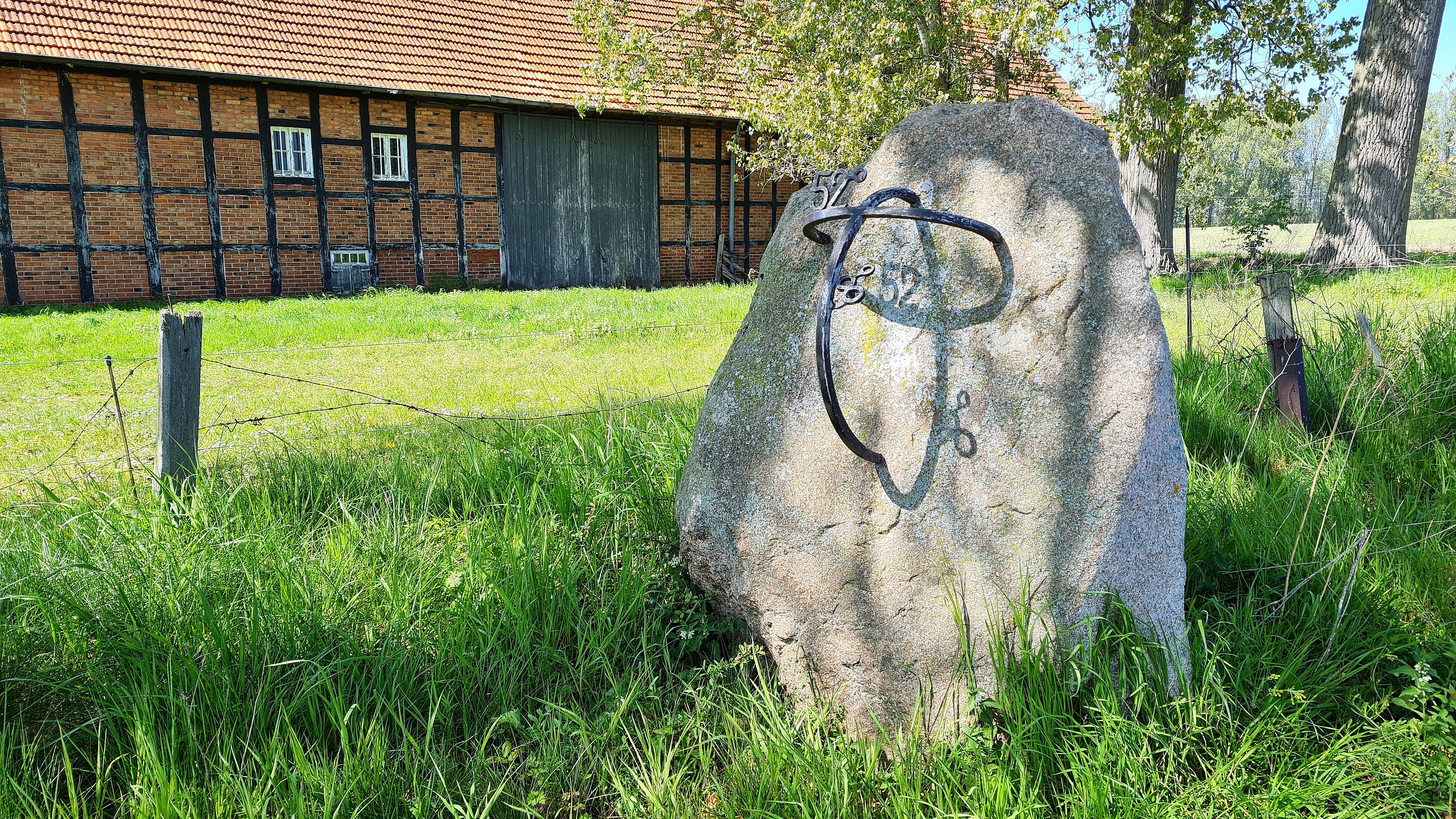
Findling nördlich von Warendorf in der Nähe des Konfluenzpunktes 52°N, 8°O

Ein Konfluenzpunkt (von lateinisch confluere ‚zusammenfließen‘) ist der Schnittpunkt eines ganzzahligen Längengrades mit einem ganzzahligen Breitengrad auf der Erdoberfläche.

## Anzahl und Lage
Im Koordinatensystem der Erde gibt es 180 Breiten- und 360 Längengrade, wobei die zwei 90sten Breitengrade, die geographischen Pole, punktförmig sind und nur als jeweils ein Konfluenzpunkt gelten. Zu den verbleibenden 178 Breitengraden muss noch der Äquator als nullter Breitengrad addiert werden. Diese 179 nicht-punktförmigen Breitengrade bilden jeweils 360 Konfluenzpunkte. Mit den zwei Polen ergeben sich rechnerisch 64.442 Konfluenzpunkte. 21.543 dieser Punkte liegen auf dem Land, 38.409 auf Meeresflächen und 4.490 im Bereich der Polkappen.
Die maximale Entfernung eines beliebigen Punktes auf der Erdoberfläche zum nächstgelegenen Konfluenzpunkt liegt bei etwa 79 Kilometer. Da es sich um rein virtuelle Punkte handelt, hängt deren exakte Lage im Gelände vom verwendeten Referenzsystem ab. In der Regel werden Konfluenzpunkte nach WGS84 angegeben, das auch der GPS-Positionsbestimmung zugrunde liegt.

### Konfluenzpunkte in Deutschland
Innerhalb des deutschen Staatsgebiets liegen 49 Konfluenzpunkte, davon zwei in bebauter Lage:
- 50° 0′ 0″ N, 8° 0′ 0″ O in Winkel (Rheingau)
- 48° 0′ 0″ N, 10° 0′ 0″ O in Rot an der Rot-Berg

Vier weitere liegen in der Nord- bzw. Ostsee, die übrigen 43 im Gelände.
Bei Arnstein in Unterfranken schneidet der 10. Längengrad den 50. Breitengrad. 1990 wurde rund 200 m südlich davon an einem Feldweg parallel zur B 26a ein Meridiandenkmal errichtet, 5,6 km westlich des Autobahnkreuzes Schweinfurt/Werneck.
Der Schnittpunkt des 6. Längengrades mit dem 51. Breitengrad liegt am Nordrand des Hauptorts der Gemeinde Gangelt, Nordrhein-Westfalen. 120 Meter südwestlich des Konfluenzpunktes wurde der Mercatorpunkt errichtet, ein Denkmal für den Geographen und Kartografen Gerardus Mercator (1512–1594), der seine ersten sechs Lebensjahre in Gangelt verbrachte.

### Konfluenzpunkte in der Schweiz
In der Schweiz liegen insgesamt fünf Konfluenzpunkte. Zwei davon sind im Hochgebirge, einer im nördlichen Teil der Mont-Blanc-Gruppe und einer in den Schwyzer Alpen. Zwei weitere Punkte liegen in Gewässern, je einer im Neuenburgersee und im Luganersee. Der fünfte Punkt liegt im Napfgebiet.

## Degree Confluence Project
Das Degree Confluence Project verfolgt das Ziel, jeden Konfluenzpunkt der Erde anhand eines persönlichen Besuches zu dokumentieren. Die Projektteilnehmer stellen zu jedem aufgesuchten Konfluenzpunkt einen bebilderten Bericht auf den Projektseiten im Internet ein. Dabei werden nicht nur der jeweils erste Besuch eines Konfluenzpunktes registriert, sondern auch alle weiteren Besuche, um längerfristige Veränderungen der Punkte zu dokumentieren. Die Besucher sollen am Ort des Punktes nichts eigenmächtig verändern.
Im Interesse der Ausgewogenheit unterscheidet das Projekt zwischen „primären“ und „sekundären“ Konfluenzpunkten; vorrangig sollen die primären Punkte besucht werden. Dadurch werden einerseits Punkte auf dem Land gegenüber solchen auf dem offenen Meer bevorzugt, andererseits wird die zunehmende Dichte der Punkte auf äquatorfernen Breitenkreisen ausgeglichen. So werden auf den 49. Breitengraden nur noch zwei Drittel der Punkte als primär angenommen, auf den 89. Breitengraden nur noch zehn Punkte. Als Referenzsystem wird WGS84 genutzt, das bei den meisten GPS-Geräten Standard ist.
Von den 16.349 primären Konfluenzpunkten (14.029 an Land, 2169 auf dem Wasser und 151 im Bereich der Polkappen) sind 6563 in 193 verschiedenen Ländern mindestens einmal erfolgreich besucht worden (Stand Januar 2021). Das entspricht einem Anteil von 40,1 %. Zusätzlich wurden 639 sekundäre Konfluenzpunkte dokumentiert. Zählt man die mehrfachen Besuche gleicher Konfluenzpunkte hinzu, so ergibt sich eine Zahl von 17.164 dokumentierten Besuchen durch insgesamt 13.214 Besucher. Die Anzahl der publizierten Bilder beträgt 110.447.

## Ähnliche Projekte
- Geocaching
- Geodashing
- Geohashing
- Geograph
- Groundhopping